# Akebia
Akebia és un gènere d'angiospermes de la família de les lardizabalàcies (Lardizabalaceae). Consta de 5 espècies. El nom científic, Akebia, és la llatinització del mot "akebi" (通草), nom japonès de l'espècie Akebia quinata.

## Espècies
El gènere Akebia inclou 6 espècies incloent-hi un híbrid:
- Akebia apetala (Quan Xia, J.Z.Sun & Z.X.Peng) Christenh., originària de la Xina
- Akebia longeracemosa Matsumura, originària de la Xina i Taiwan
- Akebia longisepala (H.N.Qin) Christenh., originària de la Xina
- Akebia × pentaphylla (Makino) Makino, originària del Japó
- Akebia quinata (Houttuyn) Decaisne – de cinc fulles, originària de la Xina, Japó i Corea
- Akebia trifoliata (Thunberg) Koidzumi – de tres fulles, originària de la Xina, Japó i Corea

## Com planta invasora
Akebia quinata és oficialment considerada invasora (organisme no desitjat) a Nova Zelanda.
També és considerada invasora a diversos estats de l'est dels Estats Units.

## Akebia al Japó
Akebia es menciona sovint en la literatura japonesa, com espècie bucòlica. El fruit de l'akebia es menja cru o s'incorpora cuit al miso amb pollastre.
Al Japó amb les fulles seques se'n fa una infusió.

## Galeria fotogràfica

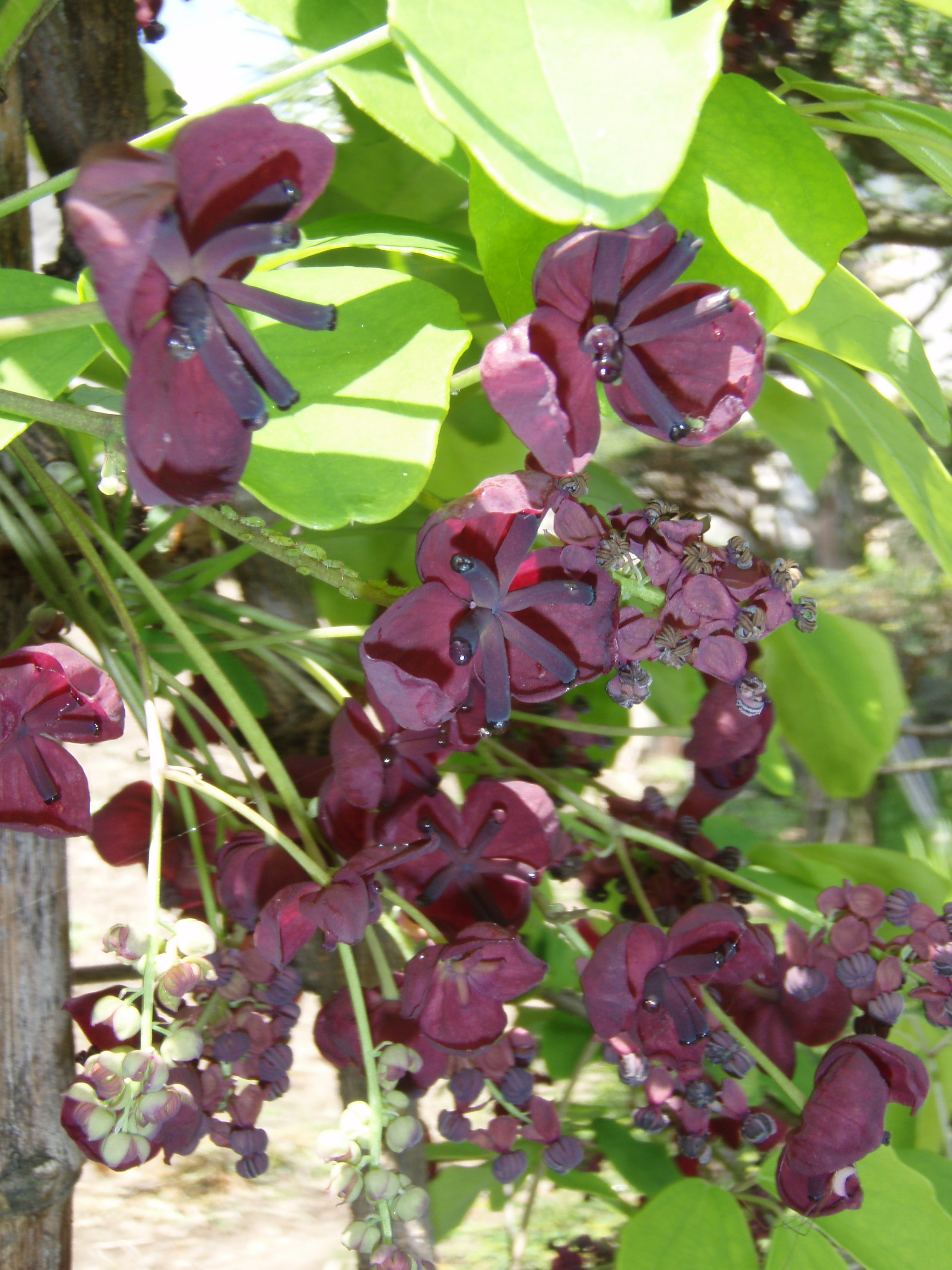
Flors femenines d' Akebia quinata (grosses) i masculines (petites)
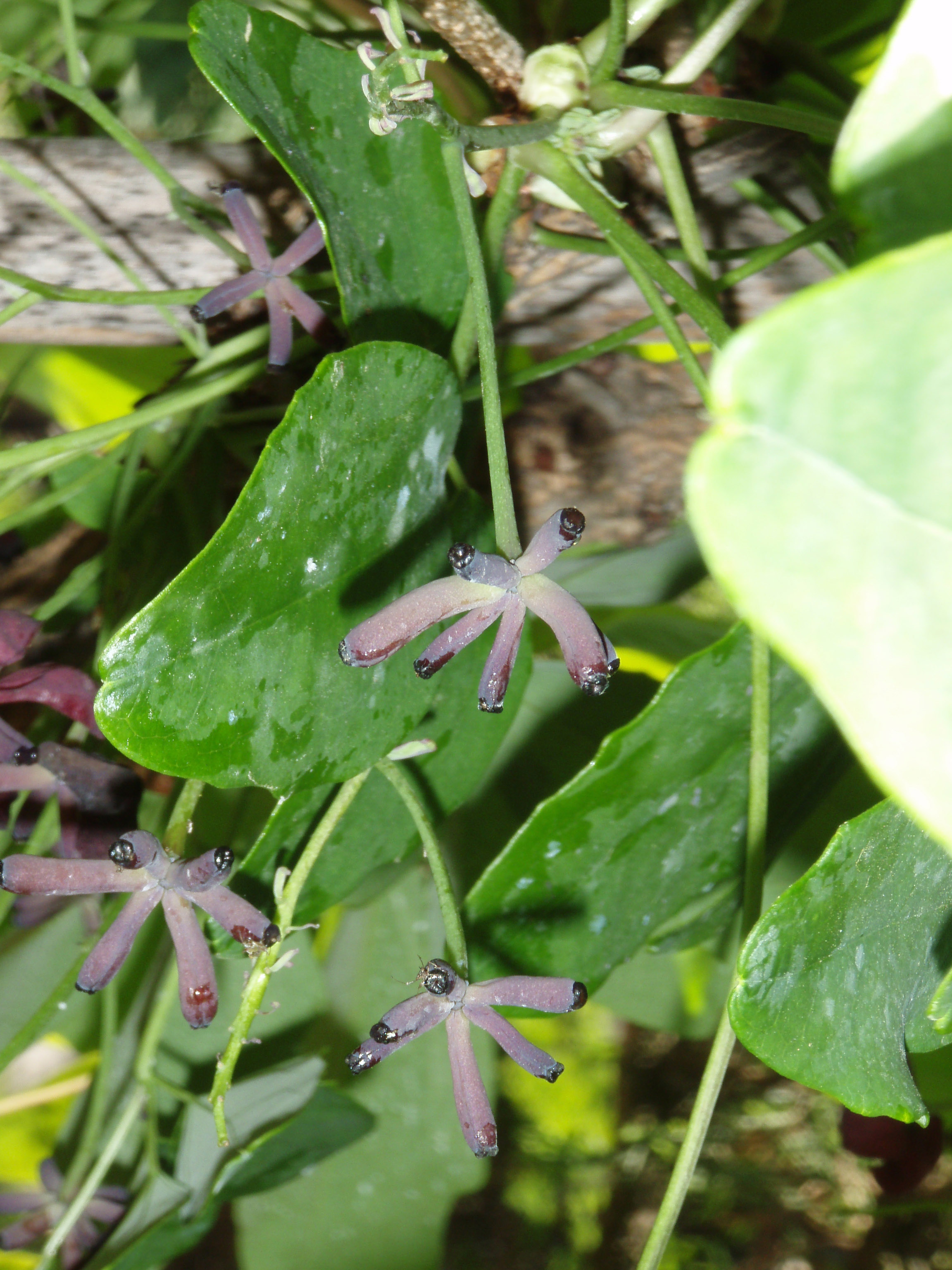
Fruit primerenc d'Akebia
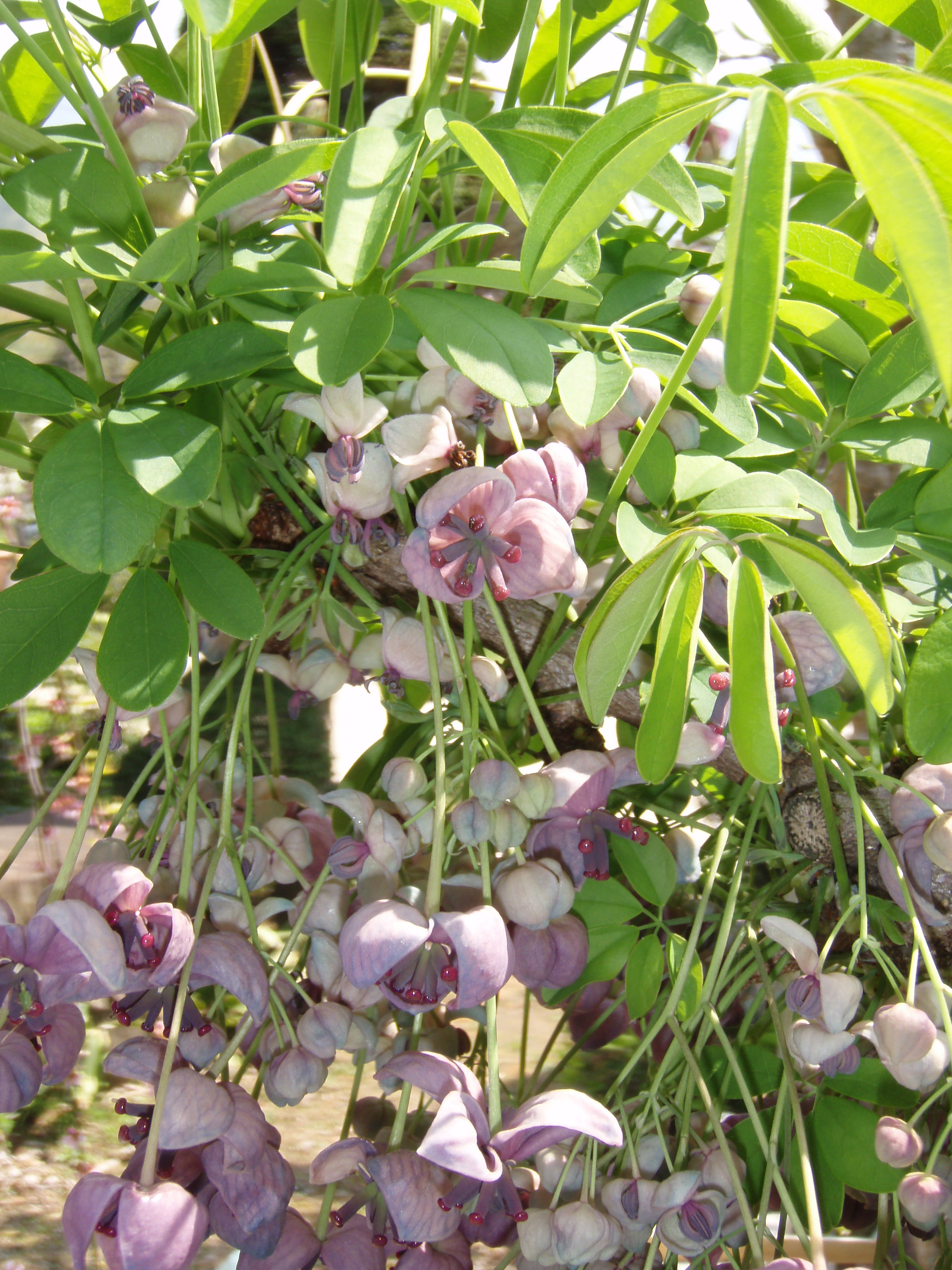
Flor d'Akebia
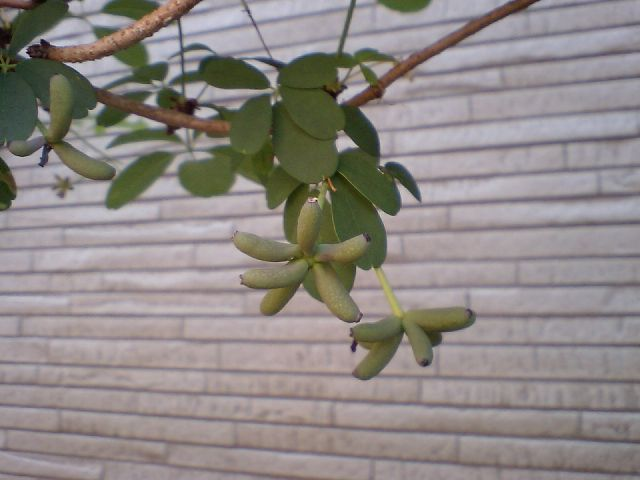
Fruit primerenc d'Akebia